# Acanthocladium
Acanthocladium é um género botânico pertencente à família Asteraceae.
A autoridade científica do género é F. Muell., tendo sido publicada em Fragmenta Phytographiæ Australiæ 2: 155. 1861.

## Espécies
De acordo com a base de dados The Plant List, o género tem 42 espécies aceites das quais 38 são aceites:
- Acanthocladium albescens Thér. & P. de la Varde
- Acanthocladium alboalare Tixier
- Acanthocladium baculiferum Dixon
- Acanthocladium bessonii (Renauld & Cardot) Broth.
- Acanthocladium brevifolium Dixon
- Acanthocladium carlottae W.B. Schofield
- Acanthocladium clarkii Dixon
- Acanthocladium clastobryoides Tixier
- Acanthocladium comosum Tixier
- Acanthocladium cuynetii Bizot
- Acanthocladium deflexifolium Mitt. ex Renauld & Cardot
- Acanthocladium dentigerum Dixon
- Acanthocladium extenuatum (Brid.) Mitt.
- Acanthocladium filiferum Broth. & Paris ex Tixier
- Acanthocladium filipendulum Dixon
- Acanthocladium flagelliferum (Broth.) Broth.
- Acanthocladium flagelliforme Tixier
- Acanthocladium gonoi Broth. ex Iisiba
- Acanthocladium gracile E.B. Bartram
- Acanthocladium hornschuchii M. Fleisch.
- Acanthocladium jacobsonii Dixon
- Acanthocladium lancifolium (Harv.) Broth.
- Acanthocladium laxum Dixon
- Acanthocladium macgregorii (Broth. & Geh.) Broth.
- Acanthocladium madagassum Thér.
- Acanthocladium niveum Herzog
- Acanthocladium papillatum Zanten
- Acanthocladium pendulum Zanten
- Acanthocladium pinnatum M. Fleisch.
- Acanthocladium polymorphum Dixon
- Acanthocladium protensum (Renauld & Cardot) Broth.
- Acanthocladium radiculosum Baumgartner & J. Froehl.
- Acanthocladium rutenbergii (Müll. Hal.) Broth.
- Acanthocladium subnitidum (Hampe) Broth.
- Acanthocladium surculare (Mitt.) Broth.
- Acanthocladium tanytrichoides Baumgartner & J. Froehl.
- Acanthocladium tanytrichum (Mont.) Broth.
- Acanthocladium trichocoleoides (Müll. Hal.) Broth.